# Ворошилов, Владимир Николаевич
Влади́мир Никола́евич Вороши́лов (1908—1999) — советский и российский геоботаник, флорист и систематик, специалист по флоре Дальнего Востока.

## Биография
Родился 2 сентября 1908 года в селе Хомяково Московской губернии в семье агронома. Имел дворянское происхождение: до революции отец ученного Николай Николаевич Ворошилов носил высокое звание надворного советника, а мать Надежда Александровна являлась дочерью колежского асессора. Учился в техникуме семеноводства, в 1926 году поступил в Ленинградский сельскохозяйственный институт, который окончил в 1931 году.
Работал во Всесоюзном институте лекарственных и ароматических растений. С 1945 года В. Н. Ворошилов работал сотрудником Главном ботаническом саду АН СССР, где сфера его интересов перешла на систематику и флористику. С 1950-х годов Владимир Николаевич Ворошилов более 20 раз ездил в экспедиции на Дальний Восток. Вместе с Дмитрием Петровичем Воробьёвым и другими дальневосточными исследователями создал гербарий Дальневосточного отделения Академии наук. В ГБС Ворошилов организовал экспозицию «дикорастущих полезных растений», а также экспозиции флоры Дальнего Востока.
В. Н. Ворошилов сформулировал чёткие границы между понятиями «вид», «подвид», «разновидность», занимался проблемой основных процессов видообразования. Также Владимир Николаевич писал труды по ритмам развития растений, этапам их онтогенеза, фотопериодизме, изучал экологические группы растений Дальнего Востока.
В общей сложности Владимир Николаевич опубликовал свыше 160 трудов, включая 10 монографий. Он был почётным членом Русского ботанического общества.
Последние годы жизни ученый проживал у своей дочери Лидии в поселке Железнодорожный (Ивановская область), Ивановского района, Ивановской области. Скончался В. Н. Ворошилов 6 сентября 1999 года. В сентябре 2020 года на доме дочери Ворошилова Зои в Богданихе была установлена мемориальная доска.

## Награды
- орден Трудового Красного Знамени (13.05.1981)
- орден «Знак Почёта» (27.03.1954)
- медали

## Некоторые публикации
- Ворошилов, В. Н., Культиасов М. В. Лекарственная валериана. — М.: Изд-во АН СССР, 1959. — 159 с.
- Ворошилов, В. Н. Ритм развития у растений. — М.: Изд-во АН СССР, 1960. — 135 с.
- Воробьёв, Д. П., Ворошилов, В. Н., Горовой, П. Г., Шрётер, А. И. Определитель растений Приморья и Приамурья. — М.—Л.: Наука, 1966. — 490 с.
- Ворошилов, В. Н. Флора советского Дальнего Востока. — М.: Наука, 1966. — 478 с.
- Ворошилов, В. Н., Скворцов, А. К., Тихомиров, В. Н. Определитель растений Московской области. — М.: Наука, 1966. — 368 с.
- Ворошилов, В. Н. Определитель растений советского Дальнего Востока. — М.: Наука, 1982. — 672 с.
- Ворошилов, В. Н. Список сосудистых растений советского Дальнего Востока // Флористические исследования в разных районах СССР. — М.: Наука, 1985. — С. 139—200.

## Некоторые виды, названные в честь В. Н. Ворошилова
- Aconitum woroschilowii Luferov, 1990 — Борец Ворошилова
- Aster woroschilowii Zdor. & Schapoval, 1975 — Астра Ворошилова
- Carex woroschilovii A.E.Kozhevnikov, 1987 — Осока Ворошилова = Carex pediformis C.A.Mey. — Осока стоповидная
- Chrysosplenium woroschilovii Nechaeva, 1976 — Селезёночник Ворошилова
- Dianthus woroschilovii Barkalov & Prob., 2006 — Астра Ворошилова = Dianthus chinensis ssp. reflexus Vorosch., 1978 — Гвоздика китайская подвид отвёрнутая]
- Elymus woroschilowii Prob., 1985 — Пырейник Ворошилова
- Glyceria voroschilovii Tzvelev, 2006 — Манник Ворошилова
- Heracleum dissectum Ledeb. var. voroschilovii (Gorovoj) Pimenov, 1987 — Борщевик Ворошилова
- Juncus woroschilovii Nechaev & Novikov, 1979 — Ситник Ворошилова
- Phlomis woroschilovii Makarov, 1982 — Зопник Ворошилова = Phlomoides woroschilovii (Makarov) Prob., 1995 — Зопничек Ворошилова]
- Salix woroschilovii Barkalov, 2012 — Ива Ворошилова
- Saxifraga voroschilovii Sipliv., 1976 — Камнеломка Ворошилова
- Taraxacum woroschilovii Gubanov, 1980 — Одуванчик Ворошилова
- Vicia woroschilovii N.S.Pavlova, 1989 — Горошек Ворошилова
- Viola woroschilovii Bezd., 2006 — Фиалка Ворошилова